# Super Smash Bros. for Nintendo 3DS og Wii U
Super Smash Bros. for Nintendo 3DS og Super Smash Bros. for Wii U er et spil i Super Smash Bros.-serien udviklet af Bandai Namco og Sora Ltd.
Spillene har stort set identisk gameplay, men med flere forskelle på andre områder. 3DS-versionen er det første spil i serien, der blev udgivet på en håndholdt spilkonsoll og blev lanceret i Japan den 13. september 2014 samt i de fleste andre dele af verden den 3. oktober 2014.
Det blev udgivet i butikkerne en dag tidligere i Tyskland den 2. oktober 2014 for at undgå sammenfald med den tyske enhedsdag og blev frigivet en dag senere i Australien den 4. oktober 2014 på grund af tidszoneforskelle. I Hongkong og Taiwan blev spillet udgivet over 10 måneder senere den 24. juli 2015, mens det i Sydkorea blev frigivet den 10. september 2015, næsten et helt år efter spillets første lancering i Japan. Wii U-versionen blev udgivet i Nordamerika den 21. november 2014 og blev udgivet den 28. november 2014 i Europa, 29. november 2014 i Australien og den 6. december 2014 i Japan.

## Figurer
Start-figurer:
- Mario
- Luigi
- Peach
- Bowser
- Yoshi
- Rosalina & Luma
- Bowser Jr. (Start figurer på Wii U/Hemmelig figurer på Nintendo 3DS)
- Donkey Kong
- Diddy Kong
- Little Mac
- Link
- Zelda
- Sheik
- Ganodorf (Start figurer på Wii U/Hemmelig figurer på Nintendo 3DS)
- Toon Link
- Samus
- Zero Suit Samus
- Pit
- Palutena
- Marth
- Ike
- Robin
- Kirby
- King Dedede
- Meta Knight
- Fox
- Pikachu
- Charizard
- Lucario
- Jigglypuff (Start figurer på Wii U/Hemmelig figurer på Nintendo 3DS)
- Greninja
- Ness (Start figurer på Wii U/Hemmelig figurer på Nintendo 3DS)
- Captain Falcon
- Villager
- Olimar
- Wii Fit Trainer
- Shulk
- Pac-Man
- Mega Man
- Sonic
- Mii Brawler
- Mii Swordfighter
- Mii Gunner

Hemmelige figurer:
- Falco
- Wario
- Lucina
- Dark Pit
- Dr. Mario
- R.O.B.
- Mr. Game & Watch
- Duck Hunt

DLC-figurer:
- Mewtwo
- Lucas
- Roy
- Ryu
- Cloud
- Corrin
- Bayonetta

### Assist Trophies
Spillet indeholder også en de såkaldte assist trophies, en måde at få en ekstra figur på banen som computeren styrer, følgende figurer er blevet bekræftet som assist trophies: